# Nesothamnus sanguineus
Nesothamnus sanguineus är en insektsart som beskrevs av Rauno E. Linnavuori 1959. Nesothamnus sanguineus ingår i släktet Nesothamnus och familjen dvärgstritar. Inga underarter finns listade i Catalogue of Life.